# Karstsabelvinge
Karstsabelvinge (Campylopterus calcirupicola) är en nyligen beskriven fågelart i familjen kolibrier.

## Utbredning och systematik
Fågeln förekommer endast i östra Brasilien, i sydöstra Goiás, sydvästra Bahia och norra Minas Gerais. Den behandlas som monotypisk, det vill säga att den inte delas in i några underarter.

## Status
Internationella naturvårdsunionen IUCN kategoriserar den som sårbar.